# Ernst Peter Berghaus

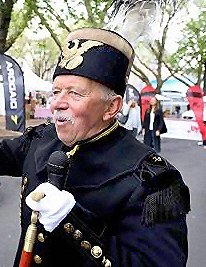
E. P. Berghaus 2015

Ernst Peter Berghaus (* 23. Mai 1949 in Essen) ist ein ehemaliger Triathlonveranstalter, Triathlet, Trainer und Laufsportveranstalter.
Inspiriert von den Erzählungen seines Freundes Wolfgang Kremer vom Ironman Hawaii 1981, richtete Berghaus mit Kremer am 26. April 1982 mit dem Triathlon in Essen den ersten Wettkampf dieser Art in Deutschland aus. Absolviert wurden die Distanzen 1,6 km Schwimmen, 70 km Radfahren und 12 km Laufen. 48 Teilnehmer, darunter sechs Frauen, nahmen an dieser Veranstaltung teil. Sieger wurden die Leistungsschwimmer und Geschwister Susanne und Ralf Albermann von der Startgemeinschaft Essen. Das Schwimmen fand auf einer 50-m-Bahn im Hallenbad Rüttenscheid statt. Als Wechselzonen dienten die Umkleidekabinen sowie beim Übergang vom Rad zum Laufen die Schillerwiese. Die Radstrecke führte über drei Radrunden runter zum Baldeneysee. Das Laufen wurde im Stadtwald ausgetragen. Der Sieger Albermann startete mit einem Hollandrad. Zur Diebstahlsicherung hatte er das Rad mit einem Vorhängeschloss vor dem Hallenbad abgeschlossen, das er dann beim Radfahren um den Hals gehängt mit sich führte. Der Wettkampf wurde 14 Jahre lang ausgetragen, zuletzt über die Mitteldistanz. Mit zunehmenden Auflagen im Rahmen der Durchführung wurde die Veranstaltung dann aufgegeben. In den Folgejahren fanden einige Duathlon Wettkämpfe in Essen-Rüttenscheid statt (siehe auch: Geschichte des Triathlons in Deutschland).
Berghaus hat in seiner aktiven Zeit auch an internationalen Wettkämpfen im Duathlon und Triathlon, wie der Duathlon WM 1994 in Hobart, Australien, teilgenommen. 1997 belegte er in Fredericia bei der ETU Europameisterschaft über die Langdistanz Platz 3 der AK45 mit einer Zeit von 10:02:25 Std. Beim Berlin-Marathon belegte er 1986 in 2:42:46 Std. den 524. Platz. Er startete für die Vereine TuS Haarzopf, Triathlon Club Essen 1984, deren Mitgründer er ist und für das Starlight Team Essen.
Als Trainer hat Berghaus bis zum heutigen Tag viele Athleten im Ausdauersport wie Matthias Graute, Martina Weise, Michael Prüfert und Christian Keller betreut. 1991 wurde Carina Henning Deutsche Meisterin über die Mitteldistanz im Triathlon und 1992 Deutsche Meisterin im Duathlon. In ihren Jugendjahren wurde auch die Siebenkämpferin und Ex-Weltmeisterin Sabine Braun von ihm trainiert.
Berghaus veranstaltet mit seinem Team aktuell in Essen den Silvesterlauf, den Allbaulauf und den Seelauf Baldeney.
Berghaus befindet sich mittlerweile im Ruhestand. Zu seiner aktiven Zeit im Beruf hat er nach seiner Ausbildung zum Gas- und Wasserinstallateur bei den Stadtwerken Essen im Vertrieb für Hausanschlüsse gearbeitet. Er ist geschieden und Vater einer Tochter.